# استافتا کارگا آئرئا
استافتا کارگا آئرئا (به انگلیسی: Estafeta Carga Aérea) یک شرکت هواپیمایی با کد یاتا E7 است که در ۹ فوریه ۲۰۰۰ میلادی تأسیس شده‌است. دفتر مرکزی استافتا کارگا آئرئا در مکزیکو سیتی، مکزیک واقع شده‌است و قطب این شرکت هواپیمایی در فرودگاه بین‌المللی پونچیانو آریاگا قرار دارد.